# Parque nacional Tierras Altas de Balaton
El Parque nacional Tierras Altas de Balaton ( en húngaro: Balaton-felvidéki Nemzeti Park) es un espacio protegido en el país europeo de Hungría fue creado en el año de 1997 con un superficie de 569,97 kilómetros cuadrados. Se trata de un territorio que se localiza en la orilla noroeste del lago Balaton, del que toma su nombre el parque nacional.
Un sistema protegido ecológico que agrupó las áreas adyacentes de las tierras altas de Balatón se estableció conectando diversas áreas protegidas que habían estado separadas por un largo tiempo. El área de 56 997 hectáreas del Parque Nacional de Balaton se compone principalmente de estas 6 zonas de protección.